# Hexan
Hexan – gra komputerowa z roku 1987 stworzona przez Wiesławę Waśniewską (pierwszą Polkę piszącą gry komputerowe, tworzącą jako Rabbit Software) na urządzenia ZX Spectrum i wydana przez Krajową Agencję Wydawniczą.
KAW starała się przeciwdziałać – jak to określała Trybuna Ludu – komputerowej bezmyślności, reprezentowanej przez gry polegające na strzelaniu do kosmitów, zabijaniu, biciu i zdobywaniu kolejnych punktów. Działania KAW w tej dziedzinie koncentrowały się na wydawaniu na kasetach kształcących gier komputerowych, które mogły według zapowiedzi wydawcy, również być stosowane w szkole. Programy KAW nie zdobywały jednak uznania graczy, nie oferując poza walorami edukacyjnymi walorów rozrywkowych.
W momencie premiery Hexana, materiały informacyjne (okładka) nie wspominały o walorach edukacyjnych gry, pokazując ją raczej jako przygodę - gracz dowiaduje się o istnieniu prastarej sekty, której członkowie mieli zajmować się magią liczb. Zadaniem gracza było odnalezienie skarbów sekty, ukrytych w labiryncie. Gra pokazywała labirynt z perspektywy pierwszej osoby korzystając z prostych elementów grafiki wektorowej, przy bardzo ubogiej szacie graficznej, pozbawionej elementów wystroju.
Autorka i wydawca nie zrezygnowali jednak w przypadku Hexana z wartości edukacyjnych, gdyż – mimo opisu – dotarcie do punktu kontrolnego w labiryncie skutkowało przedstawieniem graczowi zadania matematycznego z treścią, którego rozwiązanie warunkowało przejście dalej.
Program przekonwertował na komputery Atari XL/XE Krzysztof Leski.